# Tell Karatine
Tell Karatine (tiếng Ả Rập: تل كراتين) là một ngôi làng Syria nằm ở Saraqib Nahiyah ở huyện Idlib, Idlib. Theo Cục Thống kê Trung ương Syria (CBS), Tell Karatine có dân số 1502 trong cuộc điều tra dân số năm 2004.